# (7233) Majella
(7233) Majella ist ein Asteroid des Asteroiden-Hauptgürtels, der am 7. März 1986 vom italienischen Astronomen Giovanni de Sanctis am La-Silla-Observatorium (IAU-Code 809) der Europäischen Südsternwarte in Chile entdeckt wurde.
Der Asteroid wurde am 19. Februar 2006 nach dem italienischen Nationalpark Majella in den Abruzzen benannt, der 1991 eingerichtet wurde und sich über eine Fläche von 74.095 Hektar meist bergigen Geländes erstreckt.